# Râul Tobol

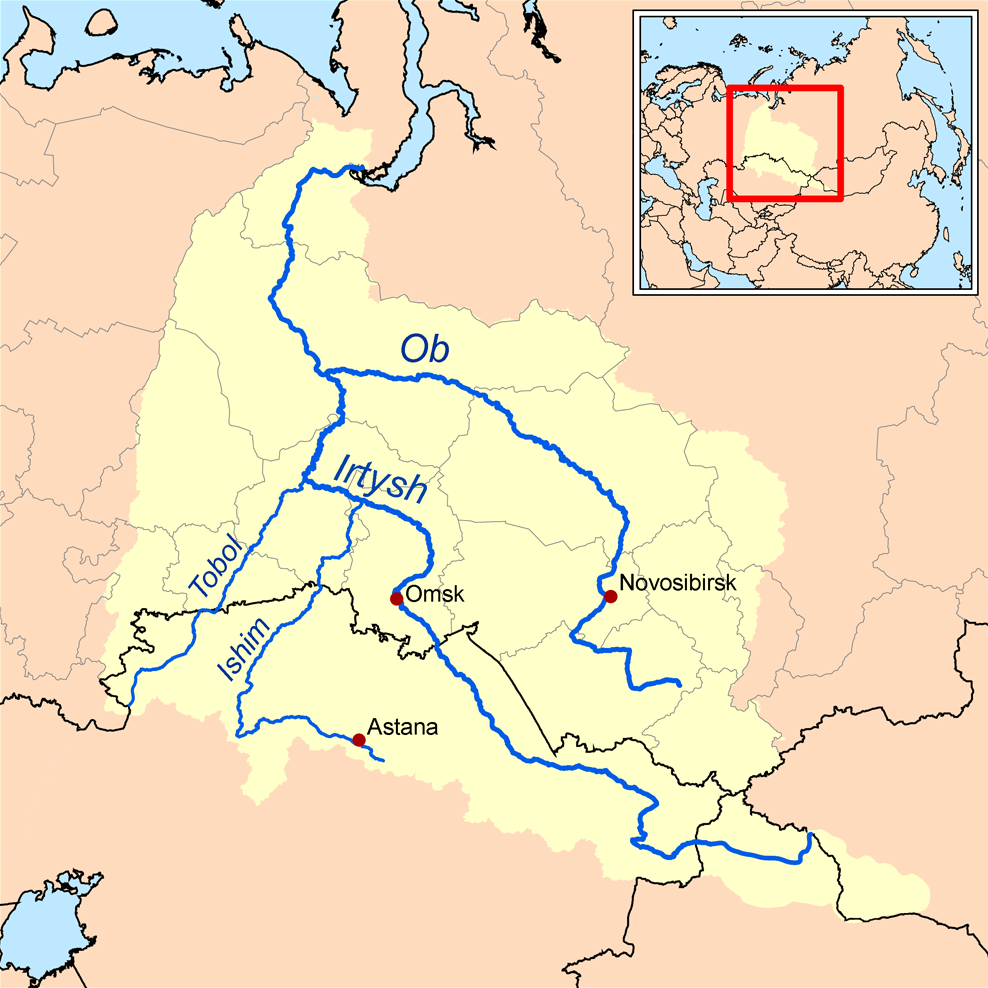
Tobol

Tobol (în rusă Тобол) este un afluent al Irtîșului, cu lungimea de 1.591 km. El se varsă în zona asiatică a Irtîșului, fiind un râu care curge în regiunea de graniță dintre Kazahstan și Rusia.

## Cursul
Tobolul ia naștere în regiunea de graniță dintre Kazahstan (Qostanai) și Rusia (regiunea Orenburg) prin unirea pâraielor Bosbiie și Kokpektisaipe ce curg pe versanțiil sudici ai munților Ural. De aici traversează platoul Turgai și după ce a alimentat 7 lacuri de acumulare, la 320 km traversează orașul Rudnâi (Kazahstan) și Câmpia Siberiei de Vest. După ținutul Qostanai din Kazahstan, traversează regiunile ruse Kurgan și Tiumen și se varsă la Tobolsk în Irtîș.

### Date hidrografice
Râul are  

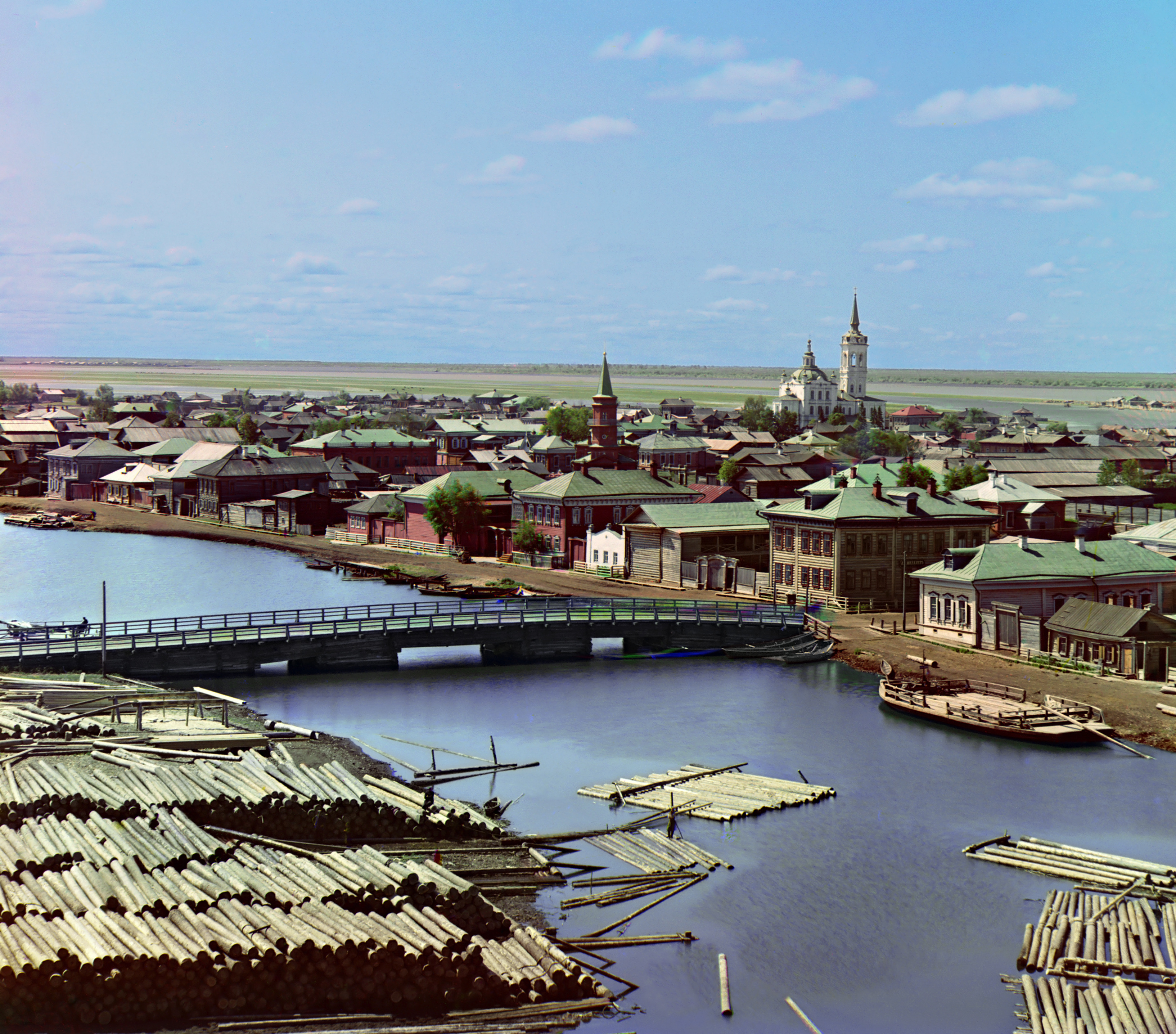
Tobol

- un bazin de colectare de 426.000 km²
- lungimea de 1.591 km
- debit mediu de 805 m³/s
- diferență de nivel 238 m, între izvor și gura de vărsare

### Afluenții principli
- Tavda
  - Pelim
  - Sosva
    - Losva
- Tura
  - Pisma
  - Niza
  - Tagil
- Iset
  - Mias
  - Tetsa
- Ubagan
- Ui
- Aiat

## Localități traversate
din Kazahstan
- Ordșonikidse
- Lisakovsk
- Rudni
- Qostanai
- Satobolsk

din Federația Rusă
- Kurgan,
- Ialutorovsk
- Iarkovo
- Tobolsk.